# Nanercz zachodni
Nanercz zachodni (Anacardium occidentale L.), zwany też nerkowcem zachodnim, orzechem nanerczowym albo orzechem cashew — gatunek drzewa z rodziny nanerczowatych, blisko spokrewniony z mango. Pochodzi z obszarów tropikalnych Ameryki Południowej. Jest uprawiany w większości krajów obszaru tropikalnego.

## Morfologia

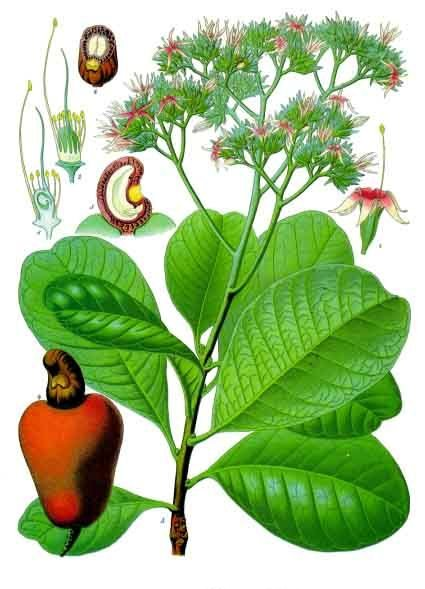
Morfologia

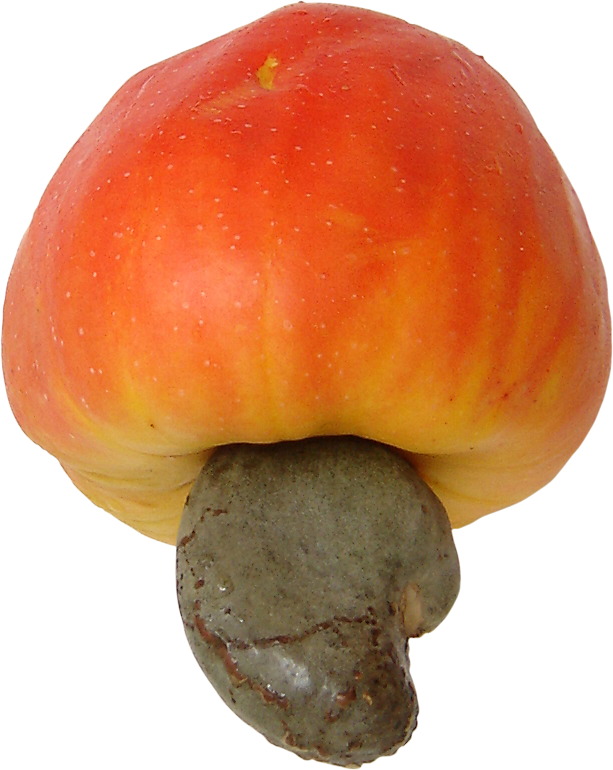
Owoc

PokrójDrzewo wysokości do 8 m, już od dołu rozgałęzione, z regularną koroną.
LiścieJajowate, skórzaste, na krótkich ogonkach.
KwiatyDrobne, zebrane w wiechy, pachnące, zielonkawo lub żółtawobiałe. Mają owłosiony, 5-dzielny kielich, 5-płatkową koronę, 1 słupek i 10 pręcików, z których przeważnie tylko jeden jest płodny.
OwoceJest owocem dwuczęściowym: składa się z tzw. jabłka nanerczowego, które jest zgrubiałą częścią łodygi (osadnikiem kwiatowym) oraz owocu właściwego, którym jest pestkowiec zawierający jedno nasiono (nazywane orzechem nanerczowym, nerkowcem). Jabłko nanerczowe ma gruszkowaty kształt, barwę od żółtej do ciemnopomarańczowej, dorasta do ok. 10 cm długości i 5 cm średnicy.

## Zastosowanie
- Roślina uprawna: Na wielką skalę uprawiany jest na południowo-zachodnim wybrzeżu Indii, w Wietnamie, Nigerii, Mozambiku, Tanzanii i w Brazylii.
- Sztuka kulinarna: w kuchni wykorzystuje się jabłko nanerczowe oraz nasiono, tzw. orzech nanerczowy. Zewnętrzna łuska orzecha zawiera bardzo żrący, żywiczny sok, który może poparzyć skórę[6]. Orzechy są spożywane na surowo, pieczone lub jako bakalie. Jadalne jest także jądro jabłka[6]. Ma ono jasnożółty, soczysty miąższ i kwaskowatosłodki smak. Zawiera 13% cukrów, dużą ilość pektyn oraz 75% soku bogatego w witaminę C i B2. Zawartość witaminy B2 jest trzykrotnie wyższa niż w pomarańczy. Z soku sporządza się wino, galaretki, dżemy i marmolady oraz tradycyjną wódkę feni[potrzebny przypis].
- Inne zastosowania. Łupiny orzecha zawierają około 35% ostrego oleju (CNSL, cashew nutshell liquid/oil). Ma on silne działanie odkażające i służy do natłuszczania sieci rybackich, do impregnowania drewna w celu ochrony przed termitami, do sporządzania lakierów, środków dezynfekcyjnych, insektycydów, preparatów antyseptycznych, barwników, kitów wodoszczelnych itp.[7]
- Nanercz dostarcza także żywicy, a ekstrakt z liści dodawany jest jako środek dezynfekcyjny do pasty do zębów[potrzebny przypis]>.